# Robert Harry Lowie
Pour les articles homonymes, voir Lowie.
Robert Harry Lowie (1883 – 1957) né en Autriche, est un ethnologue américain. Expert des populations indiennes d'Amérique du Nord, il a fortement participé au développement des théories d'anthropologie moderne.

## Biographie
En 1885, Robert Harry Lowie naît en Autriche, sous la nationalité américaine. En 1921, il est nommé professeur d’anthropologie à l’université de Berkeley. Il passe de longues années à travailler au Muséum américain d'histoire naturelle. Il décède en 1957.

## Travaux
Son terrain privilégié : les Indiens des plaines du centre des États-Unis.
- Anthropologie politique : travaux sur les conditions d’émergence de l’État. Dans le Traité de sociologie primitive deux chapitres sont consacrés au gouvernement et à la justice. Il publie The Origin of the State (l’origine de l’État) en 1927 où il montre qu’il n’existe pas de coupure entre sociétés sans États et sociétés avec État. Il démontre que le politique existe aussi en dehors de l’État, car le lien territorial n'est pas caractéristique du système étatique, de plus le pouvoir ne fait pas l'État. L’embryon du politique serait à rechercher dans le système d’association : une classe d’âge, un lignage, une société secrète. L’apparition de l’État serait souvent issue de causes externes, plutôt qu'internes.

- Systèmes de parenté et terminologies : travaux qui sont encore reconnus aujourd'hui. En s'appuyant sur les travaux de Kroeber, Lowie propose une méthode d'analyse des systèmes de parenté qui met en avant les relations de filiation et les relations collatérales, de façon intergénérationnelle.

- Anthropologie du religieux

- Réfutation de la théorie évolutionniste : particulièrement dans son étude sur les Indiens Shoshone (Amérique du Nord). Il étudie et compare les situations chez les Indiens, aux Philippines. Disciple de Franz Boas, il est considéré comme un des fondateurs de l’anthropologie culturelle.

- Dans son Traité de sociologie primitive, il décrit les coutumes liées au potlatch

## Publications
- Primitive Society, 1919. (Traduction française : Traité de sociologie primitive, date 1936).
- Primitive religion, 1924.
- The origin of the state, 1927.
- The history of ethnological theory, 1937. (Traduction française : Histoire de l'ethnologie classique des origines à la Seconde Guerre mondiale, Payot, 1971).